# كابتوديام
كابْتُودْيام (بالإنجليزية: Captodiame)‏، والمعروف أيضًا باسم كابْتُودْيامين (بالإنجليزية: Captodiamine)‏، هو مضاد للهستامين، يُستخدَم مهدئًا ومضادًا للقلق، ويُباع تحت الأسماء التجارية كوفاتين (بالإنجليزية: Covatine)‏، وكوفاتكس (بالإنجليزية: Covatix)‏، وغيرها. بنية الدواء مرتبطة بالديفينهيدرامين.
أشارت دراسة أُجريت عام 2004 إلى أن كابتوديام قد يفيد في الوقاية من متلازمة انسحاب البنزوديازيبين لدى الأشخاص المتوقفين عن العلاج بالبنزوديازيبين.
بالإضافة إلى عمله المضاد للهستامين، يعمل كابتوديام مناهضًا لمستقبل 5-HT2C ومستقبل سيغما-1، وناهضًا لمستقبل الدوبامين D3. وهو يُخَلِّق تأثيرات مضادة للاكتئاب. ومع ذلك، يعتبر الكابتوديام فريدًا من نوعه بين الأدوية مضادة للاكتئاب، حيث أنه يزيد من مستويات عامل التغذية العصبية المستمد من الدماغ (BDNF) في منطقة تحت المهاد دون الفص الجبهي أو قرن آمون. قد يكون هذا مرتبطًا بقدرته على تخفيف انعدام التلذذ الناجم عن التوتر وإرسال إشارات إلى العامل المطلق لموجهة القشرة في منطقة تحت المهاد.